# Le Rabbin de Vitebsk
Le Rabbin de Vitebsk est un tableau réalisé par le peintre russe Marc Chagall en 1914-1922. Cette huile sur toile est un portrait d'un rabbin de Vitebsk. Elle est conservée à la Fondazione Musei Civici di Venezia, à Venise.